# 2. komunikacijska brigada (ZDA)
2. komunikacijska brigada (izvirno angleško 2nd Signal Brigade) je komunikacijska brigada Kopenske vojske Združenih držav Amerike.

## Odlikovanja
- Meritorious Unit Commendation